# Evrenli, Toroslar
Evrenli là một xã thuộc huyện Toroslar, tỉnh Mersin, Thổ Nhĩ Kỳ. Dân số thời điểm năm 2011 là 231 người.